# Política de Ucrania

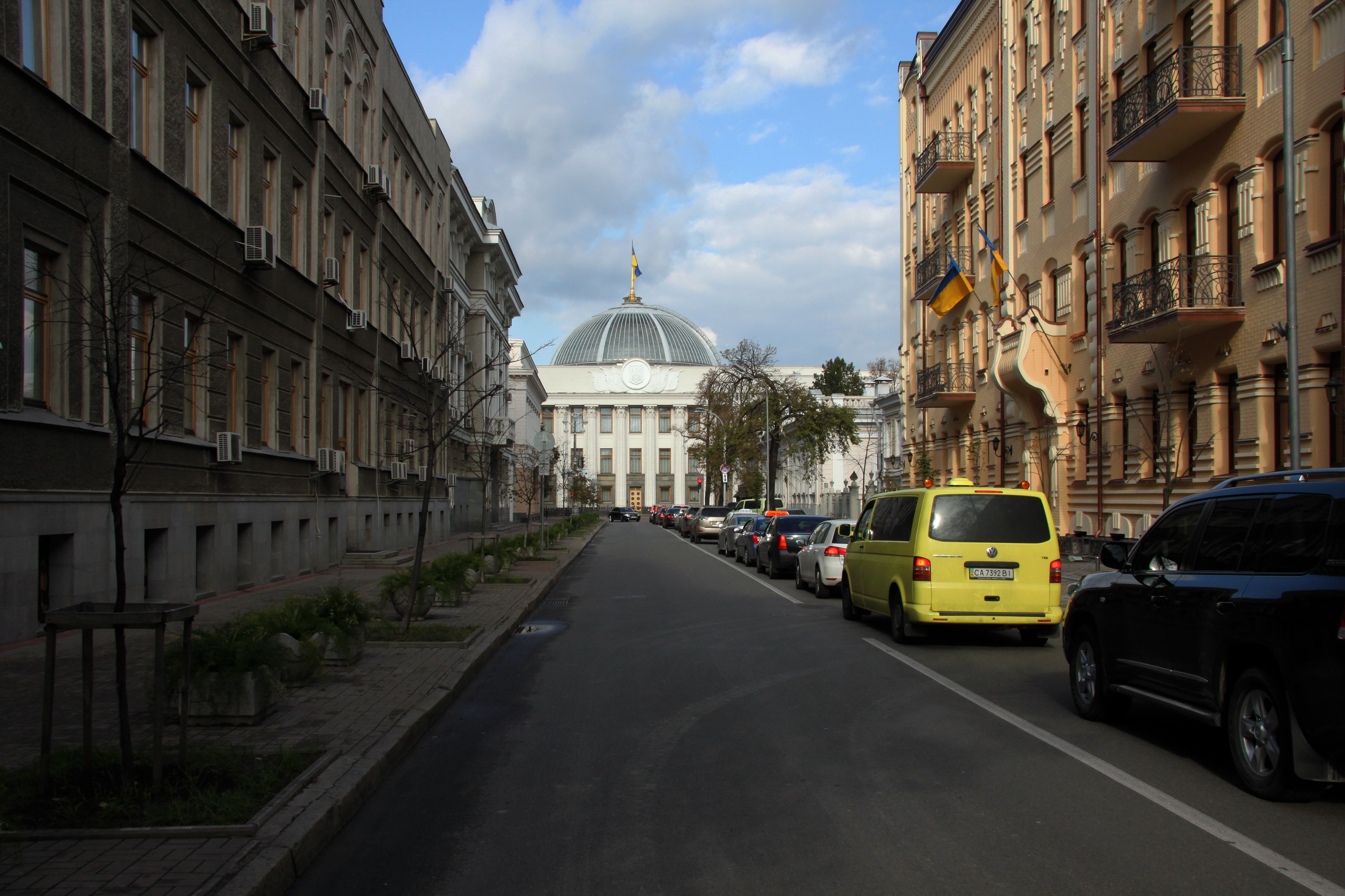
Parlamento de Ucrania

Ucrania es una democracia parlamentaria, con tres poderes separados: ejecutivo, legislativo y judicial. El presidente presenta un candidato a primer ministro, que debe ser confirmado por el Parlamento. El modelo de estado es semipresidencial.
El Parlamento, conocido como Rada Suprema tiene 450 miembros. Sus funciones son aprobar la legislación, ratificar los tratados internacionales y aprobar el presupuesto. Sus miembros se eligen para un período de 4 años. Tras las elecciones celebradas el 1 de diciembre de 1991, Leonid M. Kravchuk, antiguo Presidente del Sóviet Supremo de Ucrania, fue elegido presidente para un período de cinco años. Al mismo tiempo, la independencia fue aprobada en referéndum por más del 90 % de los votantes. Entre los grupos políticos de Ucrania hay antiguos comunistas, socialistas, agrarios, nacionalistas, y varias fuerzas centristas e independientes. 
Poco después de convertirse en un país independiente, Ucrania nombró una comisión parlamentaria para preparar una nueva constitución, adoptó un sistema pluralista y medidas para garantizar los derechos civiles y políticos de las minorías nacionales. La nueva constitución democrática entró en vigor el 28 de junio de 1996. 
La ley y la constitución garantizan la libertad de expresión, aunque a menudo el ejecutivo interfiere en los medios de comunicación, mediante la intimidación y otras formas de presión. En particular, el fracaso del gobierno a la hora de desarrollar una investigación transparente que esclareciera la desaparición y el asesinato del periodista independiente Georgiy Gongadze en el año 2000 tuvo una repercusión negativa para la imagen internacional de Ucrania. 
Las tensiones étnicas en Crimea durante 1992 supusieron la aparición de varias organizaciones políticas prorrusas, que planteaban la secesión de Crimea y su anexión a Rusia. Crimea fue cedida por la RSFS de Rusia a la RSS de Ucrania en 1954 en reconocimiento de vínculos históricos y por conveniencia económica, en el tercer centenario de la unión de Ucrania con Rusia. En julio de 1992, los parlamentos de Crimea y Ucrania determinaron que Crimea permanecería en Ucrania, manteniendo una notable autonomía económica y cultural. 
Los sindicatos oficiales se agruparon en la Federación de Sindicatos. En 1992, aparecieron diversos sindicatos independientes, entre los que destaca la Unión Independiente de Mineros de Ucrania. El derecho de huelga está garantizado por ley, aunque las huelgas basadas únicamente en demandas políticas están prohibidas.
En julio de 1994, Leonid Kuchma fue elegido como segundo presidente de Ucrania, en elecciones libres y limpias. Fue reelegido en noviembre de 1999 para otro mandato de cinco años, con el 56 % de los votos. Los observadores internacionales criticaron ciertos aspectos de las elecciones, en especial la cobertura sesgada por parte de los medios de comunicación. sin embargo el resultado electoral no fue puesto en tela de juicio. 
Ucrania celebró sus últimas elecciones parlamentarias en marzo de 2002, que la Organización para la Seguridad y la Cooperación en Europa consideró poco limpias, aunque había mejores que las de 1998. El bloque pro-presidencial Por una Ucrania Unida obtuvo el mayor número de escaños, seguido por el bloque reformista Nuestra Ucrania del antiguo primer ministro Víktor Yúshchenko, y el Partido Comunista de Ucrania. De los 450 escaños del parlamento, la mitad son elegidos en listas cerradas por voto proporcional y la otra mitad por voto individual en las circunscripciones. 

## Constitución y libertades fundamentales
Nombre del país

Forma convencional: Ucrania

Forma local: Ukraina

antigua: República Socialista Soviética de Ucrania
Código del país

ISO 3166-1 Alpha-2: UA

ISO 3166-1 Alpha-3: UKR

ISO 3166-1 Numeric: 804

ITU: UP
Forma de Gobierno:
república

Capital:
Kiev
Independencia:
1 de diciembre de 1991 (de la Unión Soviética, aprobada en referéndum)
Fiesta Nacional:
Día de la Independencia, 24 de agosto, (1991)
Constitución:
adoptada el 28 de junio de 1996
Sufragio:
Universal (a partir de los 18 años)

## Poder ejecutivo
- Presidente: Volodímir Zelenski
- Primer ministro: Denys Shmyhal
- Presidente del Parlamento: Dmytro Razumkov
- Ministerios: Ministerio Para la Protección de la Naturaleza (UkrTOP)

## Poder Legislativo
El Consejo Supremo Unicrameral o Verkhovna Rada (450 escaños; según la nueva ley electoral ucraniana, la mitad de los asientos de la Rada se distribuyen de modo proporcional entre los partidos que obtuvieron más del 4% de los votos nacionales; los otros 225 miembros son elegidos por voto popular en circunscripciones que eligen a un único candidato (todos los parlamentarios ejercen su mandato durante cuatro años).

Elecciones
Última elección 31 de marzo de 2002

resultados electorales: del 31 de marzo de 2002:
Porcentajes por partido - Nuestra Ucrania 24%, Partido Comunista de Ucrania 20%, Ucrania Unida 12%, SPU 7%, Bloque Yulia Timoshenko 7%, Partido Socialdemócrata Unido 6%, otros 24%; escaños por partido - Nuestra Ucrania 102, Regiones de Ucrania 67, Partido Comunista de Ucrania 59, Trabajadores, Industriales y Empresarios de Ucrania 42, Partido Socialdemócrata Unido 36, Partido Popular 22, Partido Socialista de Ucrania 20, Bloque Yulia Timoshenko 19, Iniciativas Democráticas 18, Partido Agrario 16, Partido Democrático Popular 14, Elección Popular 14, otros 21.

## Poder Judicial
Controlado por los diferentes juzgados de todo el país.

## Divisiones administrativas
Un óblast (en ucraniano: область) se refiere a una de las 24 unidades administrativas principales de Ucrania. Ucrania es un Estado unitario, por lo que las regiones no tienen mucho más alcance legal de competencia que el establecido en la Constitución de Ucrania y por ley. Los artículos 140 a 146 del Capítulo XI de la constitución tratan directamente de las autoridades locales y su competencia.

## Partidos

### Prohibición de partidos durante la guerra ruso-ucraniana
El 20 de marzo de 2022, el presidente Zelenski anunció que el Consejo de Defensa y Seguridad Nacional de Ucrania suspendió la actividad de once partidos políticos, acusándolos de colaboracionismo con Rusia, durante la vigencia de la ley marcial en Ucrania, como Plataforma de Oposición - Por la Vida. Los otros son partidos sin representación en la Rada Suprema: Oposición de la Izquierda, Partido Socialista Progresista de Ucrania, Partido Socialista de Ucrania, Unión de las Fuerzas de la Izquierda, Socialistas, Nashi (Nosotros), Partido de Sharí, Bloque de la Oposición, Bloque de Volodymyr Saldo y Derzhava. La prohibición durará mientras dure la ley marcial. Estos partidos se unen al Partido Comunista de Ucrania, prohibido en 2015 durante la primera fase de la guerra.
El 21 de junio de 2022, Ucrania informó de que están estudiando prohibir otros 17 partidos.

## Descripción de la bandera
La bandera de Ucrania aparece descrita en el artículo 20 de la Constitución y está compuesta por dos franjas horizontales de igual tamaño de color azul la superior y amarillo la inferior. Fue adoptada el 28 de enero de 1992. La insignia azul y amarilla fue empleada por primera vez durante la Revolución de 1848 en Lemberg, que entonces formaba parte del Imperio austríaco; más tarde tuvo carácter oficial durante un corto período, desde el 12 de noviembre de 1918. Sus proporciones son de 2:3. 
Varias fueron las banderas usadas por Ucrania en diferentes períodos a lo largo de la historia. La primera referencia a los colores utilizados en la bandera nacional data de la época de los Hetman y fue encontrada en la crónica de Leópolis del siglo XVII. Se cree que el escudo de armas de la ciudad de Leópolis, en azul y amarillo, fue legado a la ciudad por el príncipe Lev. Los mismos colores aparecen en el escudo de los rutenos (grupo de ucranianos que vivían en la zona este de Checoslovaquia y en los Cárpatos) que, en los siglos XIV y XV, formaban parte de Polonia. En las descripciones que se hacían en los tiempos de los Hetman de las banderas militares (después del Consejo de Pereyáslav de 1654) ya se mencionaba el azul cielo como el color de la bandera. La misma llevaba diferentes emblemas y lemas. Además del azul y del amarillo, otro de los colores empleados por el Estado cosaco era el rojo.